# Queige
Queige – miejscowość i gmina we Francji, w regionie Owernia-Rodan-Alpy, w departamencie Sabaudia.
Według danych na rok 1990 gminę zamieszkiwało 716 osób, a gęstość zaludnienia wynosiła 22 osób/km² (wśród 2880 gmin regionu Rodan-Alpy Queige plasuje się na 968. miejscu pod względem liczby ludności, natomiast pod względem powierzchni na miejscu 180.).

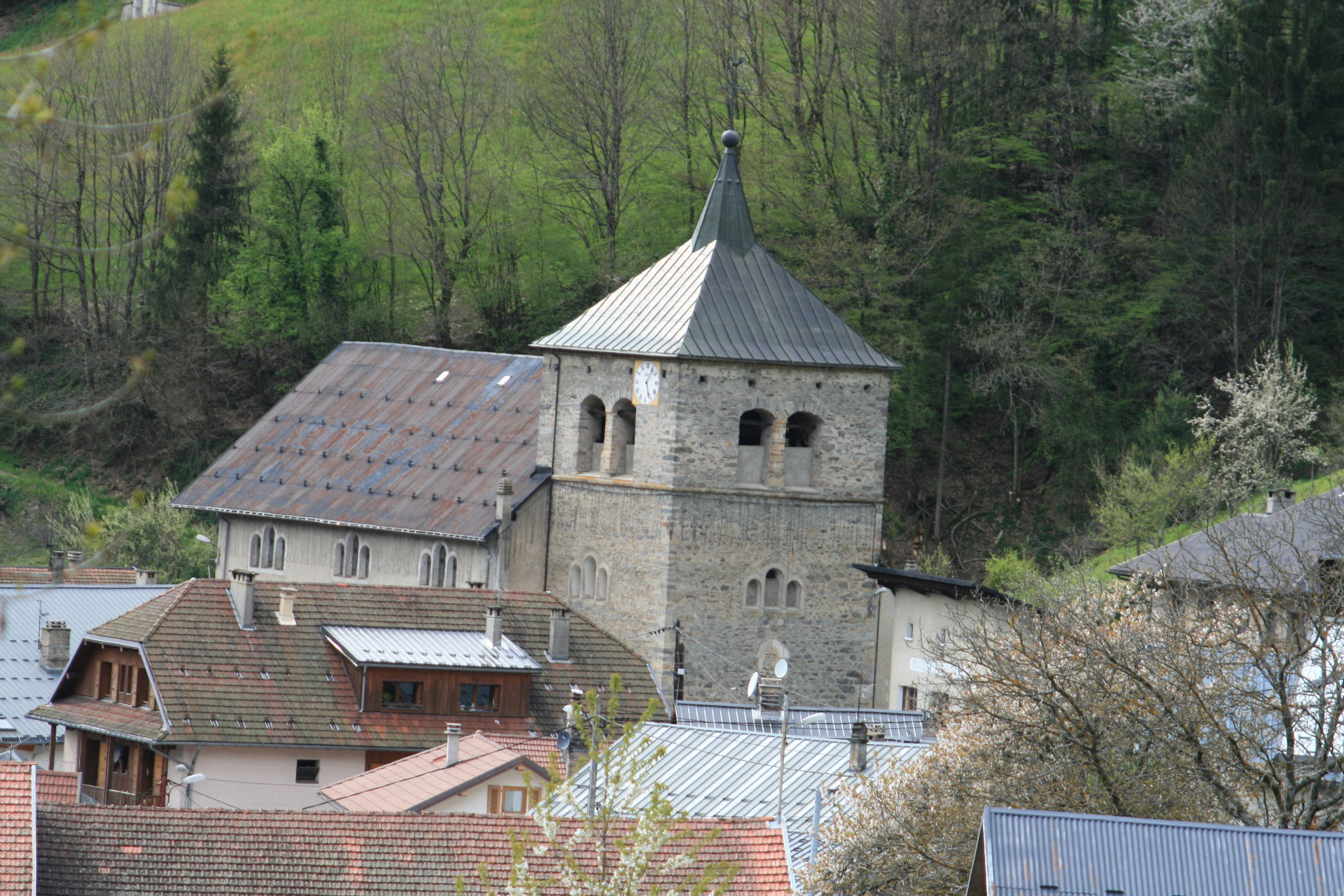
Kościół w Queige, 2008